# Geghamasar
Geghamasar – wieś w Armenii, w prowincji Gegharkunik. W 2011 roku liczyła 1132 mieszkańców.